# Mario Virginio
Mario José Virginio (nacido el 8 de septiembre de 1923) fue un futbolista ítalo-argentino. Jugaba como defensor y su primer club fue Argentino de Rosario.

## Carrera

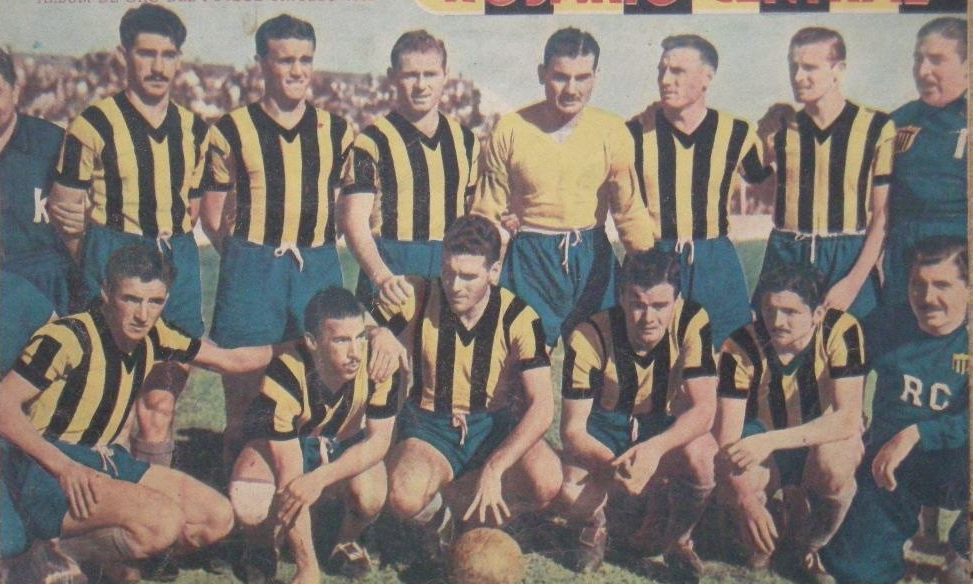
Rosario Central en 1952. Parados: José Minni, Federico Vairo, Mario Virginio, Pedro Botazzi, Alfredo Fógel, Obdulio Raneri; hincados: Antonio Gauna, Roberto Appiciafuocco, Humberto Rosa, Juan Vairo, Juan Portaluppi.

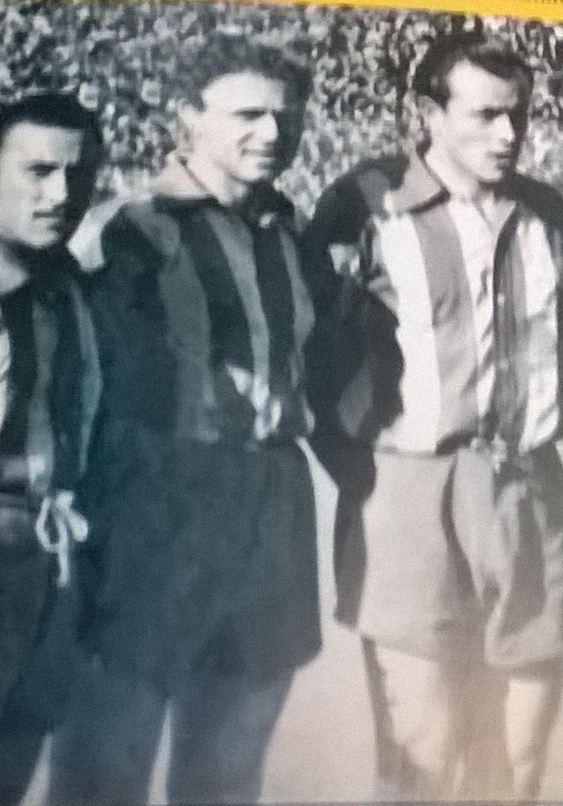
Roberto Appicciafuocco, Mario Virginio y Ángel Tulio Zof en 1953.

Italiano de nacimiento y desempeñándose como marcador central, Virginio vistió la casaca del salaíto entre 1944 y 1949, logrando destacadas actuaciones en el Campeonato de Segunda División. En 1945 el conjunto de Barrio Sarmiento quedó a las puertas del ascenso a Primera al quedar en segundo lugar.
Rosario Central lo incorporó en 1949, disputando el torneo de la máxima categoría; Virginio llegó con el certamen ya iniciado y fue uno de los compañeros de zaga de Oscar Lucero Mansilla. Al año siguiente el canalla perdió la categoría tras una mala campaña, y con escasa participación de Virginio, quien vio reducidas sus posibilidades ante la afirmación en el puesto por parte de Alfredo Ricardo Pérez y la aparición de Federico Vairo, valor juvenil que ese año irrumpió en el equipo mayor. Al año siguiente aportó su cuota en el rápido retorno de Central al círculo máximo, coronándose campeón de Segunda División. Ante la ida de Pérez a River Plate, logró tener mayor continuidad, aunque debió competir con Eduardo "Cuello" Blanco para acompañar a Vairo. En las dos temporadas siguientes continuó dando el presente de forma regular entre los titulares; dejó Rosario Central tras finalizar el Campeonato de Primera División 1953, totalizando 83 presencias con la casaca auriazul, sin haber convertido goles.
En 1954 pasó a Unión de Santa Fe, remplazando al entonces capitán Jacinto Hussein.

## Clubes
| Club                | País      | Año       | PJ  | Goles |
| ------------------- | --------- | --------- | --- | ----- |
| Argentino (Rosario) | Argentina | 1944-1949 | 113 | 1     |
| Rosario Central     | Argentina | 1949-1953 | 83  | 0     |
| Unión (Santa Fe)    | Argentina | 1954      | 18  | 0     |

## Palmarés
| Equipo          | País      | Título           | Año  |
| --------------- | --------- | ---------------- | ---- |
| Rosario Central | Argentina | Segunda División | 1951 |